# Begal
Begal is een bestuurslaag in het regentschap Ngawi van de provincie Oost-Java, Indonesië. Begal telt 3713 inwoners (volkstelling 2010).